# Can Masseguer
Can Masseguer és un monument del municipi de Santa Coloma de Farners (Selva) inclòs en l'Inventari del Patrimoni Arquitectònic de Catalunya.

## Descripció
Casal de planta quadrada, de tres plantes i golfes amb teulada a quatre vessants i torreta quadrangular central coronada per una balustrada. La façana té obertures envoltades amb pedra d'arc de mig punt i les de les dues plantes superiors tenen balcó de ferro forjat. Les finestres de la planta baixa tenen reixes de ferro molt treballades. La porta principal, també amb arc de mig punt, té una clau decorada amb relleus on es llegeixen les lletres JM entrellaçades i la data de 1894. Destaca a la façana un rellotge de sol, situat a l'altura del primer pis. Al costat esquerre de la façana lateral hi ha una porta d'arc de mig punt amb un òcul superior que havia de ser l'accés a la capella. El parament de les parets és arrebossat i pintat, i a la part inferior hi ha diferenciat un sòcol alt. Hi ha altres dependències adossades i annexes a la casa que serveixen per desenvolupar les tasques agrícoles i guardar la maquinària.

## Història
Situada a la finca de Can Vilar és la casa nova construïda prop de l'antic mas Vilar, avui desocupat. L'any 1936 va ser cremat l'interior i refet posteriorment. L'espai projectat com a capella mai va arribar a ser-ho i sempre ha servit de magatzem.